# 삽화가

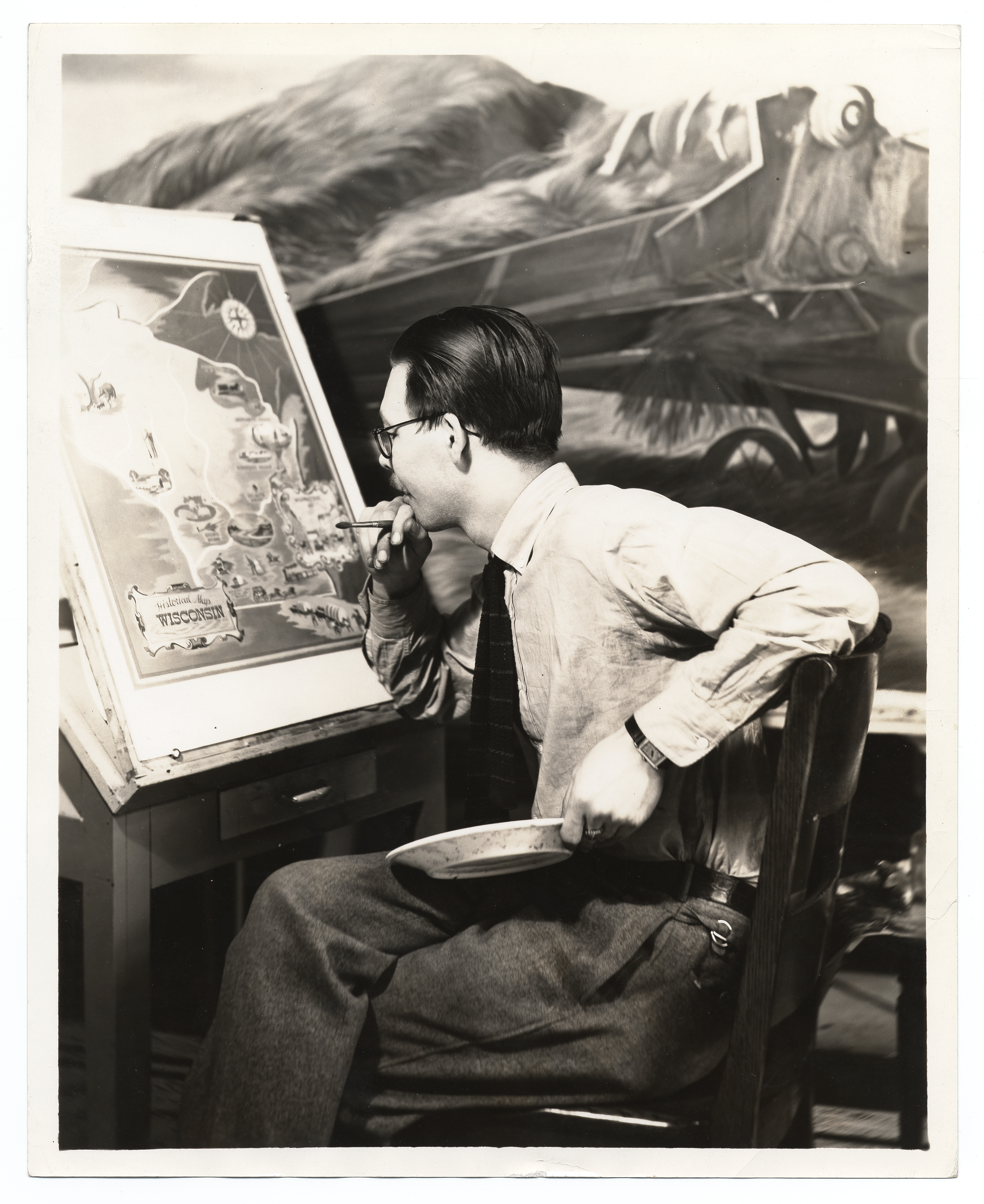
삽화가

삽화가(揷畵家), 또는 일러스트레이터(Illustrator)는 동화나 소설 또는 신문과 잡지의 표지나 본문의 삽화(Illustration)를 그리는 화가를 말한다. 만화, 애니메이션, 게임계에서는 일러레로 줄여 부르기도 한다.

## 같이 보기
- 그래픽 디자이너
- 만화가
- 삽화가 목록